# З/Л/О 85
«З/Л/О 85» (англ. «V/H/S/85») — американский фильм-антология ужасов 2022 года, шестая часть одноимённой франшизы. Режиссёрами стали Дэвид Брукнер, Скотт Дерриксон, Джиджи Сол Герреро, Наташа Кермани и Майк П. Нельсон.
Картина стала международным совместным производством США и Мексики. Фильм получил положительные отзывы после мировой премьеры на Fantastic Fest в сентябре 2023 года и был выпущен 6 октября 2023 года компанией Shudder.

## Сюжет

### Полная копия (пролог)
- Режиссер Дэвид Брукнер
- Автор Эван Диксон

Рассказчик представляет документальный фильм о команде ученых из Университета Стамера, изучающих существо, меняющее форму, которого они зовут «Рори».

### Без пробуждения
- Автор сценария и режиссер Майк П. Нельсон

Семь друзей — Роб, человек, записывающий этот отрывок; Анна, сестра Роба; Джаред, парень Анны; Дрю; Робин; Кевин; и Келли – едут на фургоне в лагерь на озере. Игнорируя знаки, предостерегающие посетителей от купания, Роб, Дрю, Робин, Кевин и Келли входят в воду на лодке, а Анна и Джаред остаются. Катаясь на водных лыжах, они были застрелены на берегу невидимым снайпером. Спустя несколько мгновений Роб, Дрю, Робин и Келли приходят в сознание, несмотря на смертельные травмы. Вернувшись на берег, они обнаруживают, что на их фургоне кровью нарисована римская цифра семь; они также находят Анну и Джареда мертвыми. Выжившие приходят к выводу, что вода в озере обладает способностью возвращать мертвых к жизни, и поскольку они были единственными в группе, кто заходил в воду, воскресли только они. Когда сегмент заканчивается, они решают отомстить нападавшим.

### Полная копия 1
В документальном фильме показано, что «Рори» был найден на вершине холма и доставлен в Университет Стамера для изучения командой под руководством доктора Спратлинга. Надеясь познакомить существо с человеческой культурой, Рори содержат в небольшой комнате с телевизором, который транслирует (помимо прочего) видео с упражнениями. Спратлинг убежден, что команда может общаться с Рори.

### Бог Смерти
- Автор сценария и режиссер Джиджи Сол Герреро

Мексиканская группа новостей готовится к утренним новостям на канале Ahorita TV. Во время трансляции произошло сильное землетрясение, в результате которого погибла вся съемочная группа, за исключением оператора Луиса. Спасательная команда помогает ему выбраться из-под завалов. Они пытаются выбраться из здания, но выход им блокируют обломки. Член спасательной команды Хавьер смертельно ранен в результате толчка ; он заставляет одного из своих коллег, Карлу, ускорить его смерть. Карла, Луис и двое других мужчин в группе, Мигель и Эдди, пробираются через подвал и попадают в комнату со стенами, сделанными из черепов и статуей древнего ацтекского бога по имени Миктлан. Миктлан овладевает Эдди, который затем убивает Мигеля. Миктлан материализуется позади одержимого Эдди и убивает его, вырвав ему сердце, которое затем начинает есть. Карла поддается влиянию бога и убивает Луиса, вырвав его сердце в качестве подношения. В конце концов комната рушится. Выживший репортер новостей ведет передачу снаружи здания, говоря: «Сегодня, 19 сентября, примерно в 7:20 утра, будет памятный день».

### Полная копия 2
Рори начал проявлять способность мутировать и отдаленно напоминать человеческое тело. Кадры перемежаются интервью учёного доктора Грейсона, покинувшего команду. Она говорит, что, когда были обнаружены способности Рори к изменению формы, Спратлингу следовало проявить осторожность.

### TKNOGD
- Режиссер Наташа Кермани
- Автор Зои Купер

Художник-перформанс Ада Лавлейс открывает спектакль для небольшой аудитории в театре. Она объясняет, что мир убил Бога и заменил его «Богом технологий». Она представляет видео с демонстрацией программного устройства виртуальной реальности , которое позволяет пользователю существовать одновременно в физическом и цифровом мире. Ада украшает себя гарнитурой VR, перчатками и комбинезоном. Проецируется еще одно видео, показывающее то, что Ада видит через гарнитуру, изображающее электронный ландшафт. После того, как Ада произносит заклинание, пытаясь пробудить «Бога технологий», и называет его «мифом», на экране появляется загадочная фигура. Ада пытается, но безуспешно, снять гарнитуру. Она борется с одной из перчаток, прежде чем снять ее и показать, что рука под ней исчезла. Сущность нападает на Аду, и ее травмы в виртуальном мире влияют на нее в реальной жизни. Вскоре она умирает от полученных травм, и пока потрясенная толпа аплодирует, полагая, что это часть действия, оператор снимает козырек со шлема, показывая, что теперь обнаженный мозг и ткани лица Ады слились со шлемом.

### Полная копия 3
Показано, как у Рори вырастает щупальце с шипами на конце.

### Амброзия
- Автор сценария и режиссер Майк П. Нельсон

Семья Ригли устраивает праздник в честь своей дочери-подростка Рут, которая снимает это событие вместе со своим кузеном Джеймсом. Молодой родственник Рут Адам стреляет в нее из водяного пистолета, который, как он показывает, ему подарила «женщина в фургоне», которая, как видно, убегает. В тот вечер Ригли рассказывают, что празднуют старую семейную традицию – убийство семи человек – как обряд посвящения, который завершила Рут. Она производит запись серии убийств, в ходе которой она убила семь человек на озере. Слышны полицейские сирены, когда офицеры окружают семейный дом. Семья бросается дать отпор, вооружившись огнестрельным оружием. Мать Рут напоминает ей, чтобы ее не взяли живой, чтобы это не опозорило семью. Когда полиция совершает обыск в доме и застреливает семью Рут, Рут убивает Джеймса после того, как он признается, что слишком напуган, чтобы драться. Затем Рут застрелена полицией. Пока коронер осматривает тела, Рут оживает и в шоке стреляет в коронера. Рут стреляет себе в голову, но остается жива. Ее арестовывают в большом отчаянии. Затем на видео видно, как Робин, одна из жертв Рут в резне на берегу озера, наполняет водяной пистолет водой из озера.

### Полная копия 4
Гэри, один из ученых, встревожен, когда Рори принимает его внешний вид, поскольку Гэри - единственный в группе, кто никогда не встречался с Рори лицом к лицу. Доктор Грейсон созывает экстренное совещание. Она говорит, что Гэри никогда не был в камере, а затем делает вывод, что Рори может видеть через одностороннее зеркало, которое разделяет камеру содержания и кабинет. В то время как Грейсон выражает обеспокоенность, Спратлинг видит в этом чудо, утверждая, что Рори выходит за рамки своих ограничений, чтобы вступить в контакт. Грейсон объясняет в интервью, что Спратлинг не заслужил того, что с ним случилось, но что он сам виноват в этом, и что она в первую очередь сочувствует людям, которые Спратлинг «взял с собой».

### Идеальное убийство
- Режиссер Скотт Дерриксон
- Автор Скотт Дерриксон и К. Роберт Каргилл

По сюжету, убийца входит в дом женщины, связывает ее и жестоко убивает, пока она разговаривает по телефону со службой 911. Главный детектив Уэйн узнает сцену из предыдущего видео аналогичного убийства. На другом видео видно, как убийца входит в другой дом, сражается с находящимся внутри человеком и жестоко убивает его. В дом приходит полиция, и Уэйн говорит Бобби, что он уже видел убийство на кассете, которую он получил ранее. Уэйн проводит расследование и узнает, что это Гюнтер, сын Бобби, отправляет записи. Гюнтер утверждает, что видел убийства во сне и что они записывались на пленки. Он отправил их в полицию, чтобы предупредить. Уэйн настроен скептически, но Бобби объясняет, что их семья обладает экстрасенсорной способностью видеть будущее. Двоюродная сестра Гюнтера, Гвен, видела подобные сны, когда ее брата похитили , а их сестра покончила жизнь самоубийством из-за ошеломляющих видений. Обнаружена новая пленка, на которой показано еще одно убийство, в ходе которого жертва была расчленена и обезглавлена. Бобби и Уэйн узнают место на записи и решают провести расследование. За пределами дома Уэйн рассказывает Бобби о его причастности к предыдущим убийствам. Бобби был связан с жертвами, которые обвинили его в сексуальном насилии и преследовании. Уэйн также сообщает, что Бобби потерял работу из-за этих обвинений. Когда Уэйн умоляет его сказать правду, Бобби стреляет ему в голову, а затем входит в дом, чтобы совершить убийство, изображенное во сне Гюнтера. Вернувшись в полицейский участок, Гюнтер обнаруживает, что его сон воспроизводится на камере в комнате для допросов. Бобби возвращается на станцию и встречает Гюнтера, который понимает, что его отец — убийца. Гюнтер рассказывает, что ему приснился сон, предсказывающий исход ситуации. Прибывает полиция, и Бобби легко их убивает, но Гюнтер выстрелил ему в голову.

### Полная копия 5
Рори не реагирует на раздражители, что Спратлинг интерпретирует как болезнь. Доктор Грейсон не согласен, говоря, что если Рори так умен, как говорит Спратлинг, то Рори может манипулировать им. Позже тем же вечером Грейсон покидает исследование. Она пытается убедить других последовать за ней, но безуспешно. Рассказчик документального фильма сообщает, что, хотя власти поделились кадрами того, что произошло в Университете Стамера, в документальном фильме они не будут показаны из-за тревожного характера изображений и беспокойства о благополучии зрителей. Запись переходит на черный экран, на котором видно, что следующие кадры являются собственностью Университета Стамера и переданы в аренду для шоу без намерения распространения.
После того, как Грейсон покидает группу, Спратлинг отправляет Гэри в комнату Рори, чтобы дать ему дозу адреналина, но прежде чем он успевает это сделать, Рори обнажает своё «щупальце» и обматывает его вокруг руки Гэри. В то время как Спратлинг и Портер пытаются вытащить Гэри из комнаты, у Рори вырастает еще одно «щупальце», которое он использует, чтобы затащить Гэри в свою комнату и убить его; Портера постигла та же участь. Спратлинг и оператор бегут, но из-за крови на руке Спратлинга дверной сканер не может прочитать отпечаток его руки. «Щупальце» Рори достигает коридора и убивает их обоих. Затем Рори тянет труп оператора обратно в его комнату, где он принял форму инопланетянина и манипулирует трупами, имитируя видео с упражнениями, показанные на экране телевизора.

## В ролях
| - Джордан Белфи , как доктор Спратлинг - Миллер Тай, как доктор Гэри Ньюэлл - КТ Тангавелу в роли доктора Маргарет Портер - Келли Гарнер в роли доктора Сары Грейсон - Чак МакКоллум в роли Дрейка Роджерса - Марк Сипка как технический специалист - Колтон Литтл в образе мужчины на телевидении - Шелби Стил в роли женщины на телевидении | - Алекс Галик, как Роб - Анна Сундберг в роли Робин - Челси Грант, как Келли - Туссен Моррисон, как Дрю - Тайлер Нобель, как Кевин - Анна Хасидзуме, как Анна - Том Рид, как Джаред - Иви Бэйр в роли Рут - Рене Вербовски в роли Рене - Майк Лестер, как Джеймс - Джастен Джонс, как дядя Джефф - Лорен Андерсон в роли тети Сьюзен - Бонни Соренсон в роли Кэрол - Мюррей Нельсон, как Адам - Кристофер Гассер, как кузен Кристофер - Эд Норин в роли дедушки Арта - Ким Гермес, как коронер | - Габриэла Роэл в роли Люсии Де Леон - Ари Гальегос, как Луис - Джиджи Сол Герреро в роли Габриэлы Мальдональдо - Марсио Морено, как Эдди - Фелипе Де Лара, как Мигель - Флоренсия Риос, как Карла - Херардо Оньяте, как Хавьер - Хосе Мария Игареда в роли Миктлана |

| - Шивонн Мишель в роли Ады Лавлейс - Эндрю Гай — постановщик - Рик Дардж в роли изобретателя | - Джеймс Рэнсон, как Бобби - Фредди Родригес в роли детектива Уэйна - Дэшил Дерриксон, как Гюнтер - Бритт Бэрон, как Карен - Дана ДеРайк в роли судебно-медицинского эксперта - Дженнифер Пео-Найсмит в роли детектива - Дэни Дитте в роли офицера - Мико Оливье в роли оператора службы экстренной помощи |

## Производство
В октябре 2022 года Bloody Disgusting анонсировали шестую часть киносерии. Фильм был тайно снят подряд вместе с предыдущим проектом. Дэвид Брукнер, Скотт Дерриксон, Джиджи Сол Герреро, Наташа Кермани и Майк П. Нельсон были объявлены режиссерами, а продюсерами фильма стали Джош Голдблум, Брэд Миска, Брукнер, Чад Виллелла, Мэтт Беттинелли-Олпин, Тайлер Джиллетт и Джеймс Харрис.

### Съемки
Съемки начались в апреле 2022 года.  В октябре 2022 года Скотт Дерриксон подтвердил, что его отрывок уже снят.

## Релиз
З/Л/О 85 был выпущен 6 октября 2023 года эксклюзивно на Shudder после его мировой премьеры на Fantastic Fest 22 сентября 2023 года.

## Восприятие
На сайте- агрегаторе рецензий Rotten Tomatoes 74% из 47 рецензий критиков положительные, со средней оценкой 6,3/10. Консенсус веб-сайта гласит: «Одна из самых сильных работ франшизы, З/Л/О 85, в значительной степени избегает проблем контроля качества, характерных для антологий, с неизменно жуткими результатами».
Кэт Хьюз из The Hollywood News оценила фильм как один из лучших во франшизе, назвав отрывок Нельсона «безусловно самым кровавым, грязным и кровавым из всех показанных историй» и присвоив фильму 4 балла из 5.

## Будущее
13 октября 2023 года во время выпуска З/Л/О 85 на New York Comic Con Bloody Disgusting и Shudder подтвердили, что в производстве находится седьмой фильм З/Л/О, причем фильм является научно-фантастическим. Выход фильма запланирован на конец 2024 года. В июле 2024 года было объявлено, что фильм будет называться З/Л/О: Вне предела и выйдет 4 октября 2024 года.